# La Neuvelle-lès-Scey
La Neuvelle-lès-Scey település Franciaországban, Haute-Saône megyében. Lakosainak száma 170 fő (2022. január 1.). La Neuvelle-lès-Scey Arbecey, Combeaufontaine, Confracourt és Scey-sur-Saône-et-Saint-Albin községekkel határos.

## Népesség
A település népességének változása:
| Lakosok száma | 177  | 181  | 192  | 187  | 182  | 177  | 172  | 171  | 170  |
|               | 2013 | 2015 | 2016 | 2017 | 2018 | 2019 | 2020 | 2021 | 2022 |